# Kristen Scott

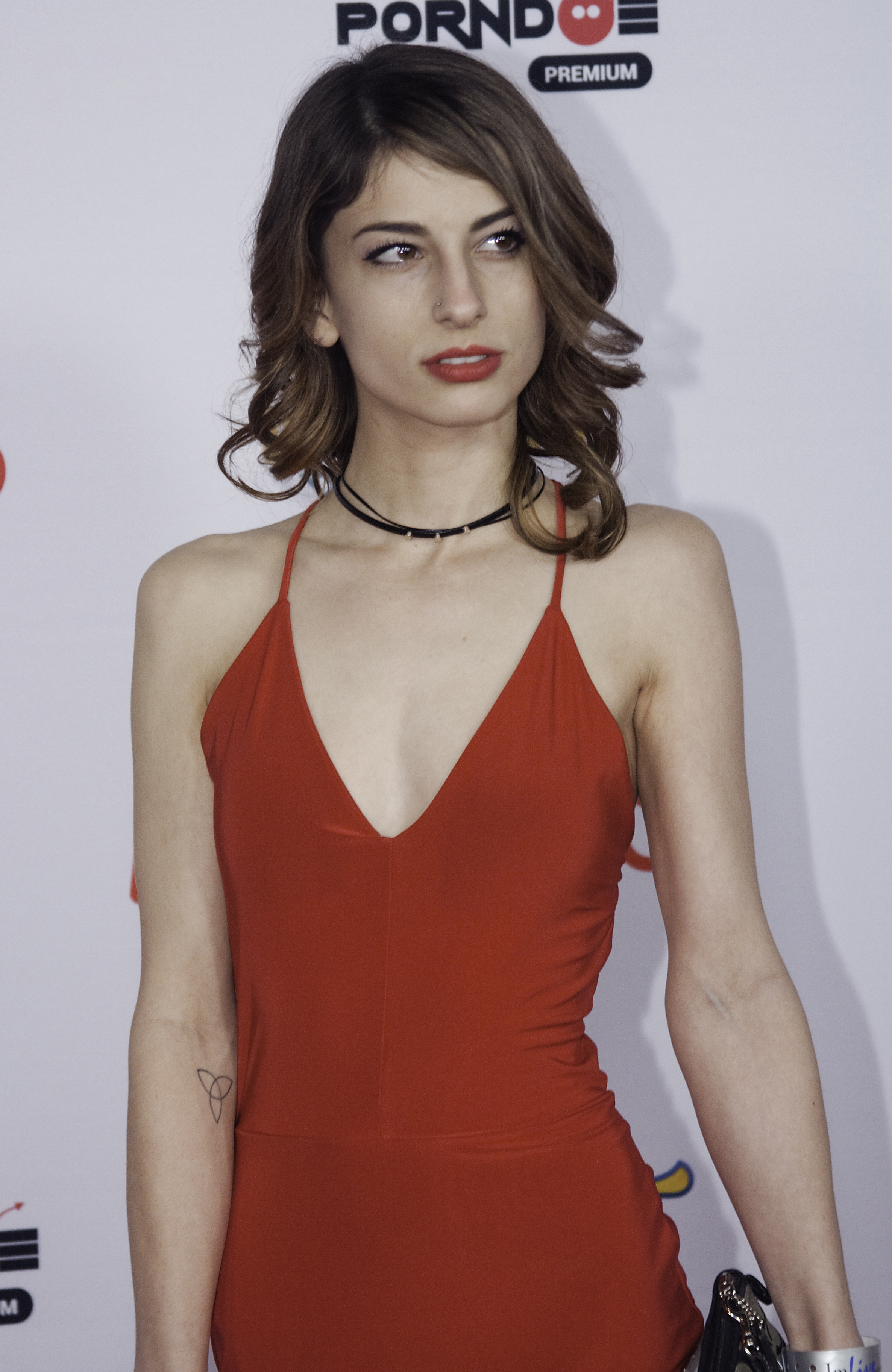
Kristen Scott bei den AVN Awards 2016

Kristen Scott (* 13. März 1995 in San Diego, Kalifornien) ist eine US-amerikanische Pornodarstellerin.

## Leben
Scott arbeitete zunächst als Webcam-Model für die Adult Cam Website „MyFreeCams“. Sie zog nach Südkalifornien. Innerhalb eines Jahres entschloss sich Scott 2016 mit der Dreharbeiten zu Mädchenszenen zu beginnen. Bei ihren ersten Girlsway Fan Awards wurde sie im Mai 2017 als Girlsway's Girl of the Month und als „Teen of the Year“ ausgezeichnet. Sie ist bekannt für ihre Darstellungen in Filmen des Genre „Teenager“. Zudem hat sie mit dem Regisseur Greg Lansky Szenen für die Label Blacked.com, Tushy und Vixen production companies gedreht. Ihre erste Anal-Szene ist in dem Film „First Anal“ 3 zu sehen. Ihre erste Interracial-Szene drehte sie mit Joss Lescaf in „My First Interracial“ 7. Dieser Film wurde mit dem „Best Interracial Movie“ ausgezeichnet. Im Mai 2018 wurde verkündet, dass Scott die Hauptrolle in dem von Wicked Pictures produzierten Big-Budget-Spielfilm „Camgirl“ spielt.
Die Internet Adult Film Database (IAFD) listete 598 Filme bis Juni 2024, in denen sie mitgespielt hat.

## Auszeichnungen
- 2017: Girlsway Awards winner “Girl of the Month – May 2017”[3]
- 2017: Girlsway Fan Awards winner “Teen of the Year”[4]
- 2018: AVN Award – Best Supporting Actress (in: Half His Age: a Teenage Tragedy)
- 2018: XBIZ Award – Best Supporting Actress (in: Half His Age: a Teenage Tragedy)
- 2020: AVN Award – Best Girl/Girl Sex Scene (in: Teenage Lesbian)
- 2020: XBIZ Award – Best Actress - All-Girl Movie (in: Teenage Lesbian)[5]
- 2020: XBIZ Award – Best Actress - Erotic-Themed Movie (in: Greed, Love And Betrayal)
- 2021: AVN Award – Best All-Girl Group Sex Scene (in: Paranormal, zusammen mit Emily Willis & Riley Reid)[6]
- 2021: AVN Award – Best Quarantine Sex Scene (in: Teenage Lesbian: One Year Later)[6]

## Filmografie (Auswahl)
- Teenage Lesbian
- Moms Bang Teens 27
- Slut Puppies 13
- DP Me 7
- Super Cute 7
- My First Interracial 7
- Half His Age: a Teenage Tragedy
- Mandingo Massacre 13
- Natural Beauties 2
- Dream Pairings Chapters Two and Three
- Kristen Scott’s Skip Day
- Panty Raid (II)
- First Anal 3
- Fidget Spinners
- My Sexy Little Sister 2
- Rich Fucks (Webserie, 1 Episode)
- The Puppeteer
- Artcore: Centerfolds